# Казаликашвили, Николай Геннадиевич
Николай Геннадиевич (Николоз) Казаликашвили (родился 10 августа 1992 года во Владикавказе) — грузинско-российский регбист, игрок первой линии команды «Стрела-Ак Барс». Выступал за сборную России. Мастер спорта России (2024).

## Биография
Казаликашвили родился в России, но переехал в Грузию, где познакомился с регби, до этого занимался борьбой. В регби пришел поздно, в 16 лет. В Грузии выступал за «Локомотив» (Тбилиси). Переехал во Францию по предложению своего двоюродного брата Давида Хинчагишвили (участника Кубков мира 2007 и 2011 годов в составе грузин, игрока «Расинг 92»). Первым французским клубом в карьере Казаликашвили стал «Лимож», выступавший в лиге Федераль 1 (до 2020 года — третья по силе лига первенства Франции). В составе «Лиможа» проп провёл два сезона, сыграл 31 матч. Первоначально выходил лишь на замену, так как уровень подготовки и тренировок оказался очень высоким и игроку понадобилось время, чтобы адаптироваться. Также игрок пока совсем плохо понимал язык.
В сезоне 2016\17 выступал за «Тюль». Там у Николоза, одного из немногих, был профессиональный контракт, остальные совмещали регби и другую работу, тренировались лишь 2-3 раза в неделю, что не устраивало амбициозного игрока. Команда в первых 5 турах набрала лишь 1 очко, поэтому игрок провел всего сезон в клубе.
Следующим клубом стал «Тарб». Клуб, выступая в лиге Федераль 1, сохранил большое количество игроков со времён выступления в Про Д2, поэтому много времени Казаликашвили не получал. В команде ему помогали адаптироваться грузины Давид Дадунашвили и Кахабер Коберидзе. Во втором сезоне в клубе боролся с травмой плеча.
В сезоне 2019\20 перебрался в «Ренн». Где провел всего 5 матчей. В связи с эпидемией COVID-19 у игрока закончился контракт и не было ясности в возобновлении чемпионата. Летом 2020 года возвратился в Россию, подписав контракт с казанской «Стрелой». Спустя два дня после объявления о подписании контракта игрок дебютировал за новый клуб против московской «Славы». В составе «Стрелы» Казаликашвили стал обладателем Кубка России (2023) и Суперкубка России (2024). 
Выступал за сборную России. Участник чемпионата Европы 2022 года: сыграл в матчах против Румынии и Испании.

## Гражданство
Выступал во Франции под грузинским флагом. По собственным словам, сам себя ощущает больше грузином, чем россиянином, однако имеет и российское гражданство.

## Интересные факты
- Известная личность, с которой хотел бы встретиться — Джонни Депп.
- Любимый игрок — Мамука Горгодзе.
- По словам французских журналистов, отлично владеет французским языком[5].